# Juan de Alfaro y Gámez

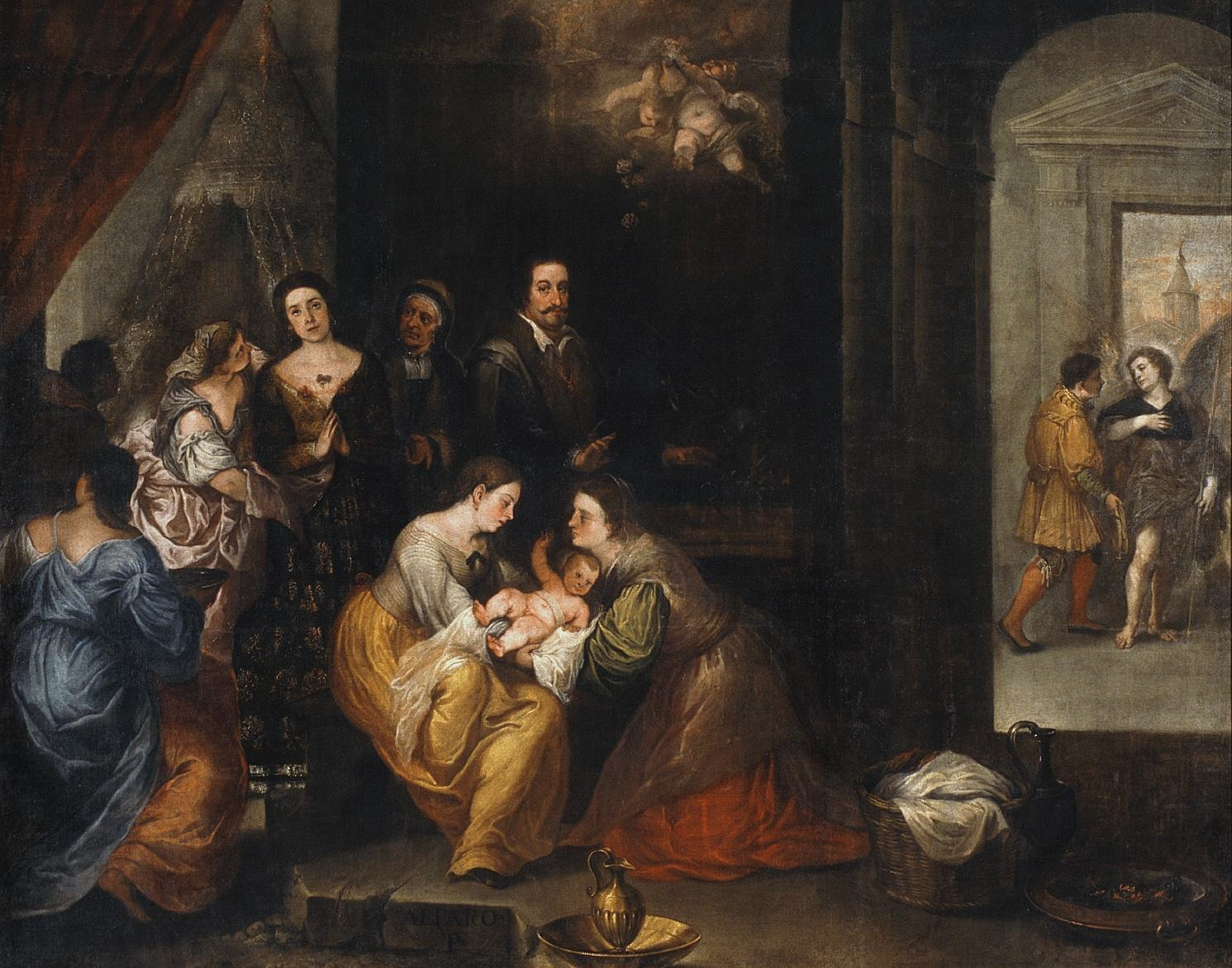
Nacimiento de San Francisco de Asís, óleo sobre lienzo, 205 x 252 cm, Córdoba, Museo de Bellas Artes.

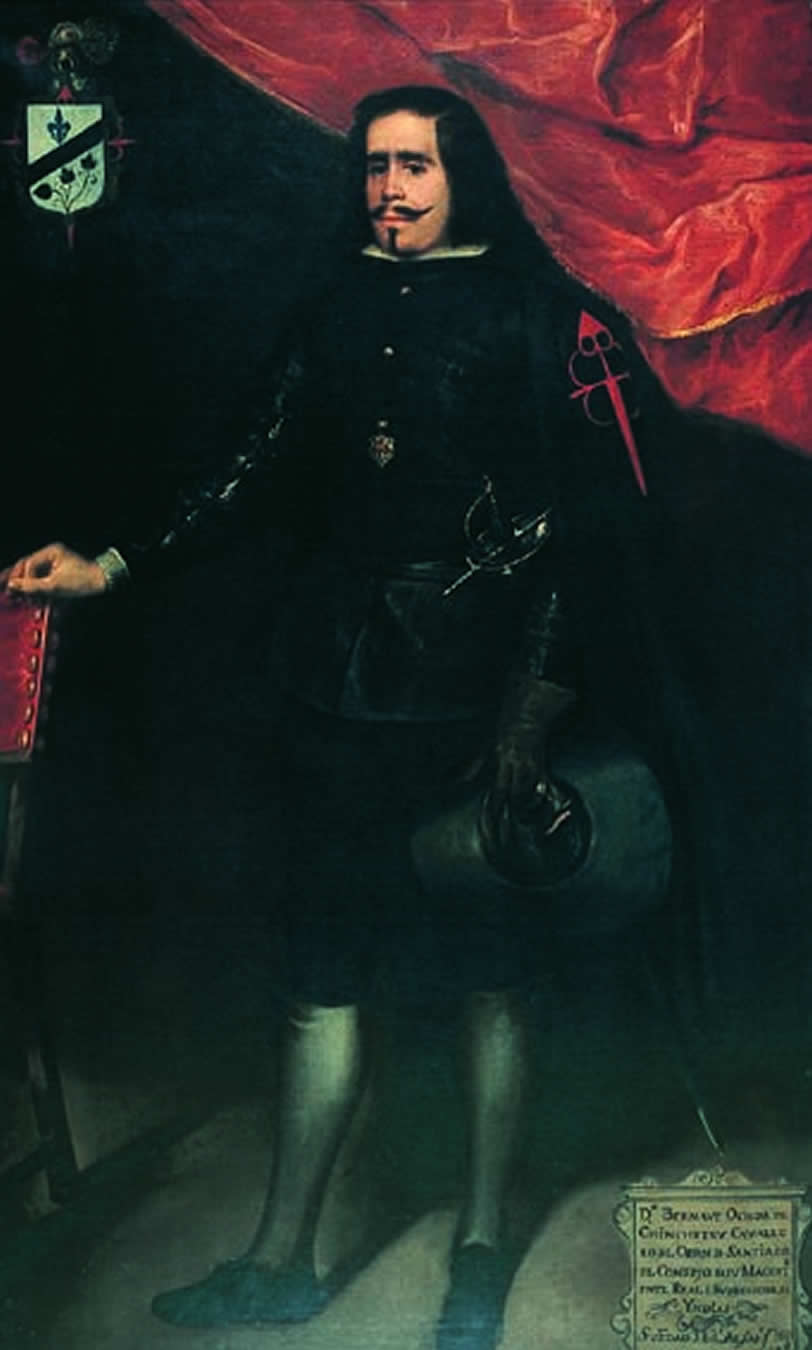
Retrato de don Bernabé Ochoa de Chinchetru (1661), óleo sobre lienzo (200 x 122 cm.) Museo de Bellas Artes de Córdoba.

Juan de Alfaro y Gámez (Córdoba, 1643 - Madrid, 30 de abril de 1680) fue un pintor barroco español.

## Biografía y obra
Hijo de un hidalgo boticario, en Córdoba fue discípulo del pintor Antonio del Castillo. El pintor y biógrafo Antonio Palomino, que gozó de su protección, afirma que antes de cumplir los veinte años Juan de Alfaro fue enviado a Madrid con cartas de recomendación suficientes para entrar a trabajar bajo la disciplina de Velázquez. Velázquez falleció en 1660, por lo cual la llegada del pintor cordobés a Madrid hubo de ser como muy tarde ese año. De su relación con Velázquez queda un singular testimonio: un dibujo de Velázquez muerto, luciendo el hábito de la Orden de Santiago, que Juan de Alfaro hubo de esbozar en la capilla ardiente del pintor sevillano. Este dibujo se guarda en París, en la Fondation Custodia (colección de Frits Lugt).
En Madrid, Juan de Alfaro se aficionó a la pintura de Anton Van Dyck, bien representado en las colecciones reales y de la nobleza; las novedades del pintor flamenco las introdujo luego en Córdoba.
De ascendencia noble y notario del Santo Oficio de la Inquisición, además de administrador de Rentas Reales, «algo desvanecido del renombre de pintor» según Palomino, quiso ser conocido como "Don Juan de Alfaro". Pintor del Almirante de Castilla, don Juan Gaspar Enríquez de Cabrera, Palomino alude a un elevado número de retratos hechos por él tanto en Córdoba como en Madrid, de los que únicamente se conservan los de algunos miembros de la familia de don Juan Morales, caballero veinticuatro de la ciudad de Córdoba, el de don Bernabé Ochoa de Chinchetru, caballero de la Orden de Santiago, fechado en 1661 (Museo de Bellas Artes de Córdoba), y alguno más en la Galería de retratos de obispos de cordobeses. 
Entre sus obras de asunto religioso destacan el Bautismo de Cristo firmado Joannes de Alfaro/F. Anno 1662 del Santuario de Nuestra Señora de Linares, y el Nacimiento de san Francisco para el convento de San Pedro del Real, actualmente conservado en el Museo de Bellas Artes de Córdoba, que formó parte de una serie de cuadros dedicada a la vida del santo en la que rivalizó con su antiguo maestro. Además pintó algunas obras para establecimientos religiosos de la ciudad de Córdoba y sus alrededores, entre las que se le atribuye una Anunciación en el convento de carmelitas descalzos de San José (convento de San Cayetano), cuadros para el monasterio de San Jerónimo de Valparaíso, para el hospital de San Jacinto, etc. Obra firmadada es la Asunción de la Virgen, 1668, del Museo Nacional del Prado, depositada en la iglesia de San Jerónimo el Real de Madrid, y el museo de Córdoba conserva una Santa Eulalia atribuida de antiguo, obras pintadas todas ellas con técnica muy fluida y ligera, casi abocetada en las figuras.
Los estudiosos sobre Diego Velázquez recuerdan a Juan de Alfaro no tanto por su calidad artística como por su proximidad al pintor sevillano. Hubo de escribir una biografía de él, y Palomino la conoció y tomó datos de ella para su documentada biografía del autor de Las meninas; pero por desgracia el manuscrito de Alfaro no llegó a publicarse y se perdió.